# Église Saint-Michel de Vichka
L'église Saint-Michel de Vichka (ukrainien : Свято-Михайлівська церква (Вишка)) est classée comme monument national ukrainien et au Patrimoine mondial de l'UNESCO. Elle est située à Vichka en Ukraine.
C'est une église en bois du Parc national de l'Ouj. Sa date de construction est inconnue mais il semble que les mêmes artisans ont participé plus tard à la construction de l'église de Sukhoï, dans le raïon de Khoust. Le toit était couvert de bardeaux  ; il a été remplacé par un toit en tôle à la fin du XXe siècle.

## Voir aussi

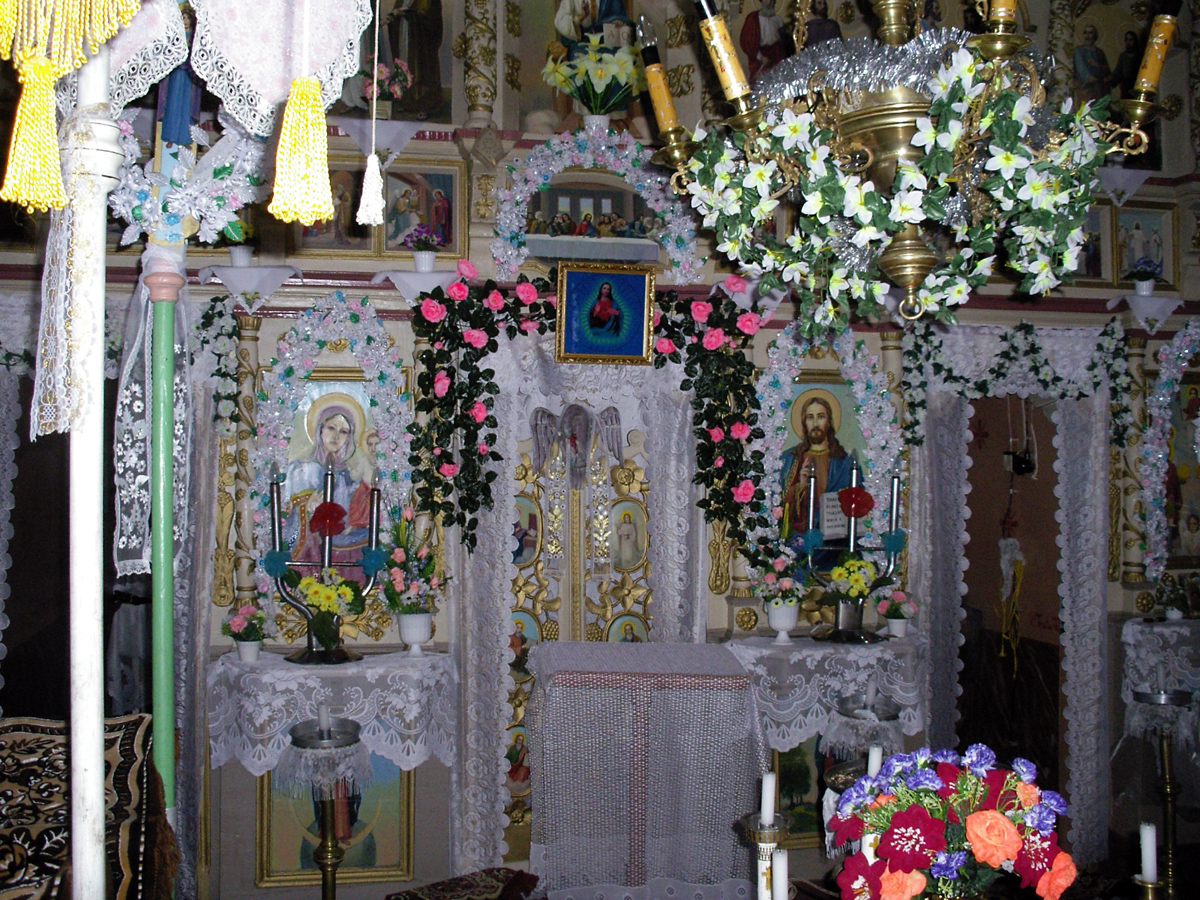
Iconostase
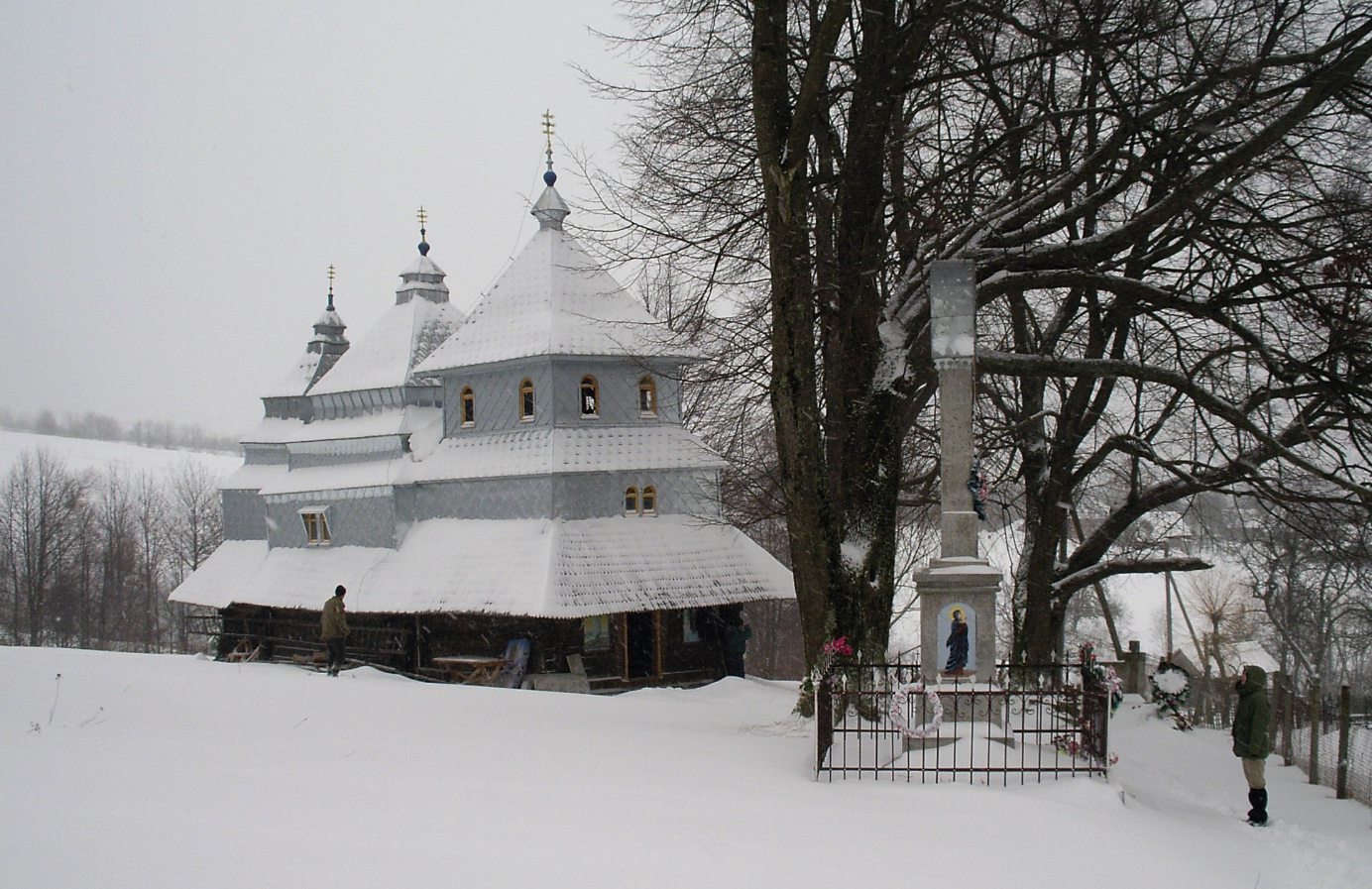
en hiver,
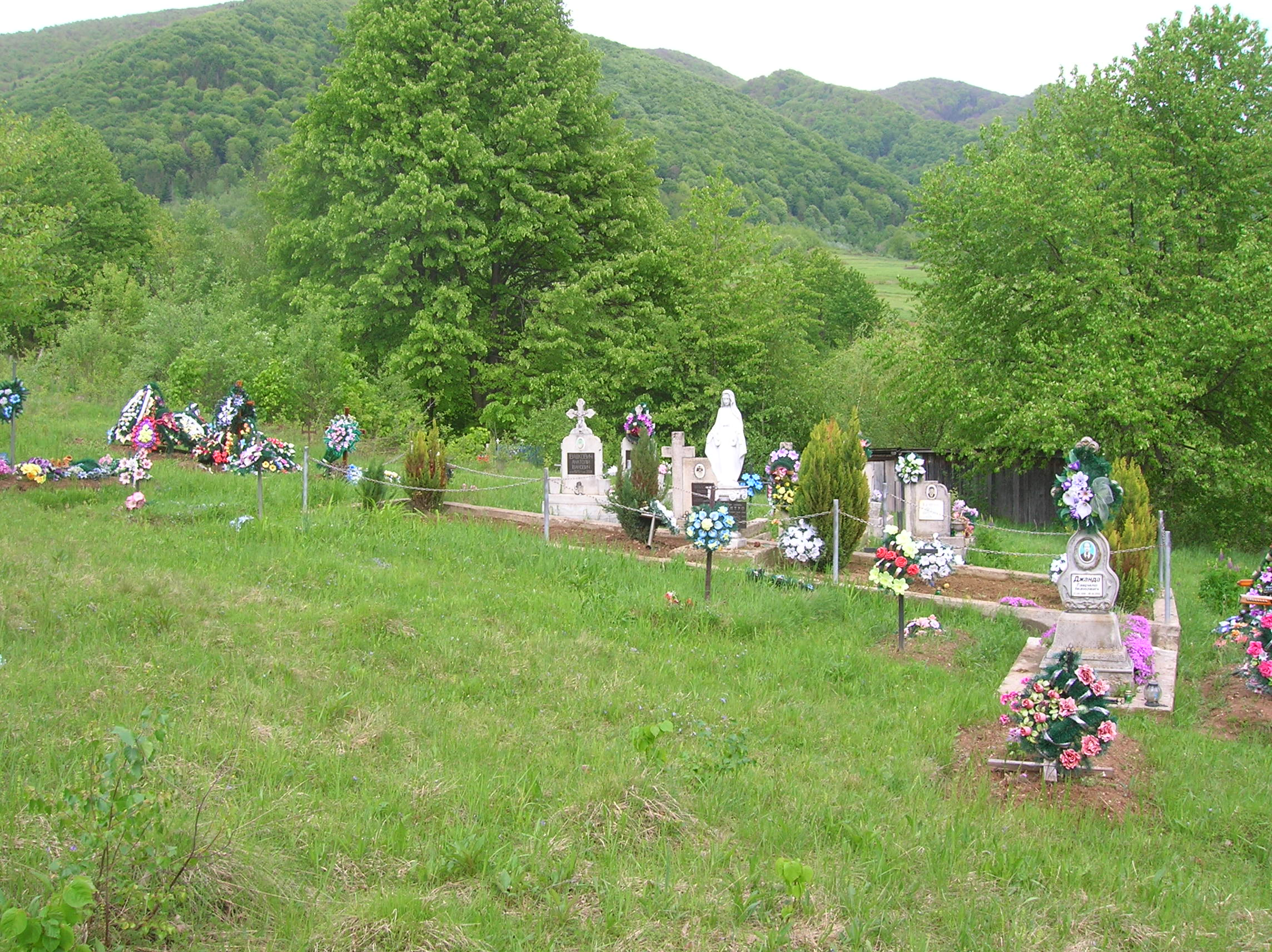
son cimetière.